# Jijia (okręg Botoszany)
Jijia – wieś w Rumunii, w okręgu Botoszany, w gminie Albești. W 2011 roku liczyła 584 mieszkańców.